# Sinosphäre

Die Ostasiatische Kultursphäre, auch bekannt als die Sinische Welt oder die Sinosphäre, ist eine Sammlung von Nationen, die historisch von der chinesischen Kultur beeinflusst wurden. Nach wissenschaftlichem Konsens umfasst diese Kultursphäre vier Einheiten: Großchina, Japan, Korea und Vietnam.

Die Sinosphäre (von lateinisch sinae für „China“ bzw. „chinesisches Volk“ und griechisch „σφαῖρα“ für „Kugel“ bzw. „Einflussbereich“) bezeichnet ein breites geopolitisches Gebiet, das unter anderem China, Japan, Korea und Vietnam umfasst. Dieser Begriff wurde geprägt, um die kulturellen und historischen Verbindungen zwischen diesen Ländern zu beschreiben, insbesondere im Hinblick auf die gemeinsame Verwendung der klassischen chinesischen Schriftsprache. Die Sinosphäre ist nicht zu verwechseln mit dem Begriff Sinophon, der auf Länder hinweist, in denen eine chinesischsprachige Bevölkerung dominant ist.
Die auch sogenannte Sinische Welt zeichnet sich durch eine lange Tradition des kulturellen Austauschs aus. Über Hunderte von Jahren teilten die Kulturen in diesem Gebiet politische und soziale Werte, religiöse Überzeugungen sowie künstlerische und literarische Traditionen. Diese gemeinsamen kulturellen Merkmale wurden in derselben grundlegenden Schriftsprache, dem klassischen oder literarischen Chinesisch (bekannt als guwen/wenyan in China, Kanbun in Japan, Hanmun in Korea und Hán văn in Vietnam), dokumentiert und übertragen. Die Sinosphäre betont die kulturelle Kontinuität und den historischen Austausch in der Region.
Andere Definitionen können auch die Regionen der heutigen Mongolei und Singapur umfassen, dies liegt hauptsächlich an begrenzten historischen chinesischen Einflüssen oder einer zunehmenden chinesischen Diaspora in der modernen Zeit. Trotz politischer und sozialer Turbulenzen im späten 19. und frühen 20. Jahrhundert, die dazu führten, dass alle vier Kulturen die Verwendung der klassischen chinesischen Schriftsprache aufgaben, wurde die damit verbundene Literatur und Dokumentation weitgehend ignoriert, was zu einer Lücke im Verständnis der Beziehungen zwischen der Geschichte und den Kulturen Ostasiens führte.
Die Sinosphäre ermöglicht es, die Geschichte und die Kulturen Chinas, Japans, Koreas und Vietnams als miteinander verbunden und beeinflusst zu betrachten. Sie betont die Bedeutung der kulturellen Interaktion und des Transfers von Ideen zwischen diesen Ländern und hebt die Vielfalt und Komplexität der kulturellen Entwicklungen in der Region hervor.